# Excelsa
Excelsa es una revista ilustrada con descripciones botánicas que es editada en Salisbury (Zimbabue). Se publica desde el año 1971 con el nombre de Excelsa, Journal of the Aloe, Cactus and Succulent Society of Rhodesia (later Zimbabwe). Salisbury (later Harare), Rhodesia (Zimbabwe).